# VESA Plug and Display
Il VESA Plug and Display (P&D) è un connettore video per i monitor digitali, quali visualizzatori a pannello piatto e videoproiettori, approvato da VESA. Esso è stato introdotto nello stesso periodo del DFP, immesso sul mercato come sostituto del VESA Enhanced Video Connector e come estensione del DVI.
Il connettore P&D condivide la stessa disposizione dei piedini del VESA EVC, ma i piedini assegnati per trasportare i segnali audio analogico ed entrata video sono stati riutilizzati per trasportare i segnali video digitali.